# Colegio Ave María Casa Madre
El Colegio Ave María Casa Madre es un centro educativo de la ciudad de Granada, comunidad autónoma de Andalucía, España. Ubicado en el barrio del Albaicín y Sacromonte, pertenece al patronato de las Escuelas del Ave María fundado por el sacerdote burgalés Andrés Manjón.
Se trata de la primera escolar creada por el padre Manjón, en 1889, a través de la compra de diferentes cármenes situados en las orillas del río Darro, en torno al cual el colegio fue creciendo hasta la actualidad; convirtiéndolo en el único centro educativo que forma parte de un bien de interés cultural como es la zona patrimonial del Valle del Darro.

## Historia
El origen del Colegio Ave María Casa Madre está en la fundación realizada por el sacerdote burgalés Andrés Manjón en 1889, como respuesta a las necesidades sociales que experimentaba la población del barrio del Sacromonte. Una colonia escolar que, en un primer momento, se dedicó a la escolarización de niñas y párvulos, pero que rápidamente se extendería a un mayor sector de población infantil y juvenil.
Para ello, Manjón se hizo con varios cármenes situados en el Camino del Sacromonte, en Granada, cerca de una de las cuevas en las que había descubierto a la llamada maestra Migas impartiendo clase a un grupo de niñas de etnia gitana en 1888.Concretamente, hazas de tierra situadas entre el antiguo camino de Guadix y la ribera del río Darro: el llamado Carmen de los Naranjos (1889), luego bautizado como Carmen de San José; el Carmen de los Negros (1892), luego bautizado como Carmen de Santa María, en el que había dos casas, una cueva así como un jardín y una huerta; el Carmen de las Olivas (1894), luego bautizado como el Carmen del Niño Jesús, donde se edificaría luego el templo-capilla del colegio; el Carmen de Zapata (1897), renombrado como Carmen de San Joaquín; el Carmen de la Manchega (1898), hoy Carmen de San Juan; así como el Carmen de Salazar (1918), bautizado como Carmen de Santa Isabel y que linda con la Cuesta del Chapiz. Espacios donde, progresivamente, se irían construyendo pabellones a modo de aularios donde recoger el espíritu educativo de Andrés Manjón:"[...] ojalá que la clase sea hermosa, el material de gusto, y que junto a la escuela haya flores, jardines, árboles, peces, pájaros y todo cuanto contribuya a hacerla más sana y alegre, menos odiosa y antipática".
Como parte del programa educativo de Andrés Manjón, plasmado en sus diversos ensayos, en 1905 tendrá lugar la erección del Seminario de Maestros, como espacio de formación para el profesorado avemariano de acuerdo con las metodologías propuestas por el fundador.Para ello, la institución contará con la colaboración del filántropo Florencio Soriano quien donará parte del Carmen de la Victoria para ubicar este espacio formativo donde también se instalarían las Escuelas de Artes y Oficios con talleres de imprenta, carpintería, alpargatería y zapatería.
Desde principios del siglo XX, el colegio ha ido adaptándose a las nuevas necesidades educativas así como a las demandas de la sociedad actual. De ahí que desde la Fundación Patronato Avemariano se pretenda hacer conjugar el valor patrimonial de los edificios históricos con las comodidades e infraestructuras adaptadas a las exigencias de la educación en el siglo de la tecnología y la información.

## Instalaciones

#### Casa Museo "Andrés Manjón"
Con motivo de la celebración del primer centenario de la muerte del padre Andrés Manjón, en 1923, tuvo lugar la inauguración de una casa museo en la que rescatar de la memoria la vida y obra del fundador de las Escuelas del Ave María. Para ello, y bajo la dirección del profesor Salvadro Mateo Arias Romero, de la Universidad de Granada, se musealizó una de las casas pertenecientes al Colegio Ave María Casa Madre para ubicar elementos personales del padre Manjón, como su antigua habitación y escritorio así como otros efectos tales como indumentaria académica y religiosa o parte de su extensa correspondencia. Asimismo, cabe destacar la presencia de algunas de las obras de arte con las que cuenta la institución de artistas como José Risueño, Manuel Gómez-Moreno González, Adolfo Lozano Sidro o José María López Mezquita.

#### Templo
La iglesia del Colegio Ave María Casa Madre es uno de los espacios patrimoniales más ricos con los que cuenta el centro educativo, puesto que este edificio cuenta con la portada de la desaparecida parroquia de la Santa María Magdalena, de Granada, donada al padre Manjón por el filántropo Florentino Soriano. Asimismo, en su interior, se conserva un ciclo de pinturas con los misterios del rosario, realizado por diferentes artistas: Amparo Pareja, Carlos Moreau, Manuel Gómez-Moreno González, Adolfo Lozano Sidro o José María López Mezquita, entre otros. Asimismo, en el retablo mayor se encuentra el grupo escultórico de La Anunciación, de Torcuato Ruiz del Peral, cedida por la Universidad de Granada, a las Escuelas del Ave María y que formó parte del extinto Colegio de San Pablo de la Compañía de Jesús, en Granada. Asimismo, hay otras obras de valor patrimonial como una Virgen de Belén (s. XVIII) o un San Andrés (s. XVII).

#### Aula de la Naturaleza
El entorno del Colegio Ave María Casa Madre, a las orillas del río Darro, ofrece la posibilidad de mantener un contacto activo y directo con el medioambiente. De ahí que existan recursos como el Aula de la Naturaleza para favorecer entre el alumnado un conocimiento de la biocenosis propia del entorno, con el fin de valorar la riqueza de su biodiversidad. Prueba de ello son las catalogaciones que se han hecho de las diferentes especies animales y vegetales que se encuentran del centro del colegio así como la creación de instalaciones, como el Observatorio de Aves, para conocer las características de algunas especies dentro de su hábitat. Gracias al trabajo del equipo docente, en el Aula de la Naturaleza se han desarrollado programas para la preservación de especies autóctonas como el gallipato (Pleurodeles waltl) en el entorno del río Darro.

#### Huerto escolar
El Colegio Ave María Casa Madre cuenta con hasta dos huertos escolares. El primero de ellos, a cargo del alumnado de educación primaria y Educación Especial, está en la llamada Pradera de Valparaíso, a orillas del río Darro. Se trata de un espacio en el que el alumnado trabaja con el medio para conocer las técnicas de plantación y cultivo de hortalizas y vegetales, así como valorar el impacto de la agricultura en el desarrollo de los hábitos de vida saludable. Asimismo, el alumnado de Ciclo Formativo de Grado Básico cuenta con huerto propio así como un vivero donde ponen en práctica conocimientos de agrojardinería y de arreglos florales, como parte de su formación académica.

#### Residencia
Entre las particularidades del centro educativo cabe destacar el servicio de residencia con el que cuentan tanto para alumnos como alumnas del mismo. Un espacio de convivencia donde una parte del alumnado hace vida durante el curso escolar, con actividades destinadas también al apoyo y refuerzo educativo así como otras de carácter deportivo. En 2017, la residencia contó con un proyecto de intervención artístico-educativa basada en ideas del cineasta José Val del Omar.

#### Instalaciones complementarias
El Colegio Ave María Casa Madre cuenta con diferentes instalaciones complementarias como son laboratorios (Física, Química y Geología), también con vivero y huertos para el Ciclo Formativo de Grado Básico así como taller de cocina para la Formación Profesional Básica. Además, de cocina y comedor para el uso de todos los miembros de la comunidad educativa.

## Oferta académica
- Educación infantil.
- Educación primaria.
- Educación Especial.
- Educación secundaria.
- Ciclo Formativo de Grado Básico.
- Bachillerato.

## Pedagogía manjoniana

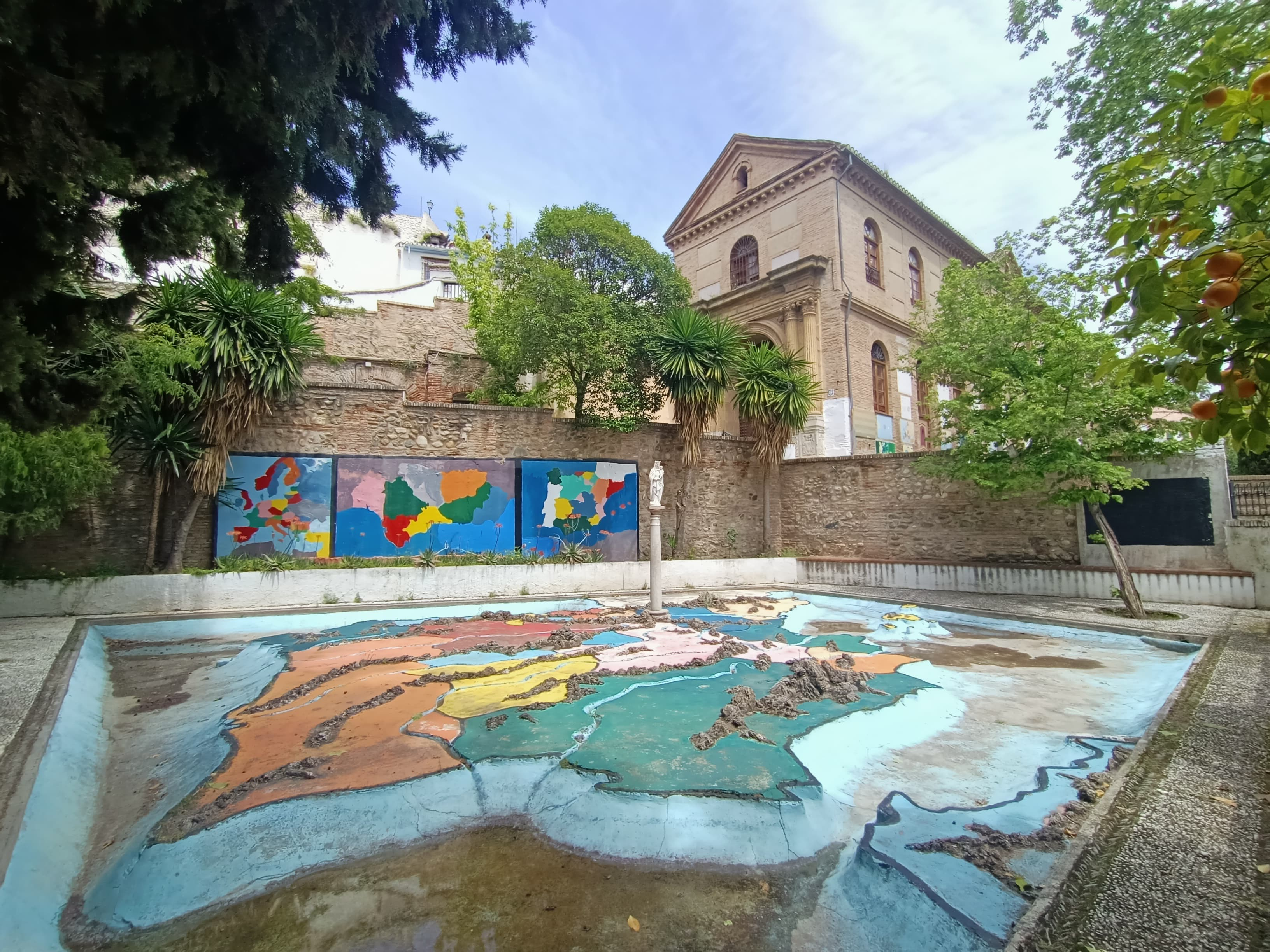
Mapas didácticos del Colegio Ave María Casa Madre, de Granada

El Colegio Ave María Casa Madre, al igual que el resto de los centros educativos avemarianos, se caracteriza por sistema pedagógico propio ideado por Andrés Manjón. Se trata de una propuesta educativa basada en la interacción del alumno con el medio y el entorno natural, además de emplear metodologías activas y manipulativas que permitan al alumnado mejorar su capacidad de aprendizaje. Asimismo, la pedagogía manjoniana apuesta por el concepto de la gamificación, entendiendo que las actividades lúdicas estimulan el interés del alumnado por aprender.

## Proyectos educativos

### Atención a la diversidad
De acuerdo con la pedagogía manjoniana y el sector de población escolar que atiende el Colegio Ave María Casa Madre, entre las estrategias educativas que se llevan a término está la atención a la diversidad, procurando favorecer la integración de todo el alumnado en la vida académica según sus capacidades, talentos, destrezas y competencias.

### Ecoescuela
El programa Ecoescuela es un proyecto impulsado tanto por la Fundación Europea de Educación Ambiental como por la Asociación de Educación Ambiental y el Consumidor (ADEAC). El Colegio Ave María Casa Madre cuenta con una larga trayectoria como centro adscrito a la Red Andaluza de Ecoescuelas,trabajando por incorporar a la formación del alumnado así como al funcionamiento del centro prácticas capaces de promover una gestión sostenible de los recursos, reducir la huella ecológica así como favorecer y fomentar la biodiversidad dentro del colegio. De ahí que se hayan obtenido diferentes reconocimientos, como el galardón de la Bandera Verde, que identifica al Ave María Casa Madre como modelo de calidad educativa por su coherencia ambiental.

### Feria de la Ciencia
En colaboración con el Parque de las Ciencias de Granada, el Colegio Ave María Casa Madre participa anualmente, y junto a otros centros, en la Feria de la Ciencia. Un evento lúdico formativo en el que el alumnado de Secundaria y Bachillerato participa activamente mediante talleres para dar a conocer a los visitantes el impacto diario que ejercen la Física o la Química en la vida cotidiana.

## Comunidad educativa
Debido a la trayectoria del Colegio Ave María Casa Madre, el centro cuenta con miembros destacados de la comunidad educativa que han participado del desarrollo educativo del mismo.

#### Directores
- Andrés Manjón y Manjón (1889-1923), canónigo del Sacromonte y catedrático de la Universidad de Granada.
- Manuel Medina Olmos (1923-1936), arzobispo coadjutor de Granada y obispo de Guadix y Baza.[18]
- Diego Ventaja Milán (1923-1936), obispo de Almería.[19]

#### Alumnado egresado
- Manuel Benítez Carrasco (1922-1999), poeta.[20]
- Andrés Segovia Torres (1893-1987), marqués de Salobreña y guitarrista.[20]
- Francisco Guardia Contreras ("Curro Albaicín"), cantaor.[20]
- Manuel Santiago Maya (Manolete) (1945-2022), bailaor.[20]
- Antonio Ayllón Moreno (1959), político.
- Estrella Morente Carbonell (1980), artista.[20]
- Áyax y Adrián Pedrosa Hidalgo (1991), raperos.